# Merostachys fimbriata
Merostachys fimbriata är en gräsart som beskrevs av Tatiana Sendulsky. Merostachys fimbriata ingår i släktet Merostachys och familjen gräs. Inga underarter finns listade i Catalogue of Life.